# Xã Franklin, Quận O'Brien, Iowa
Xã Franklin (tiếng Anh: Franklin Township) là một xã thuộc quận O'Brien, tiểu bang Iowa, Hoa Kỳ. Năm 2010, dân số của xã này là 1.605 người.